# Zhang Yuan (personalidad de televisión)
Zhang Yu'an (chino simplificado: 张玉安; chino tradicional: 張玉安; pinyin: Zhāng Yù'ān) (4 de marzo de 1984) es una personalidad de televisión y locutor de radio de origen chino que vive y trabaja en Corea del Sur. Fue miembro del programa de variedades Non-Summit y de su spin-off Where Is My Friend's Home

## Vida personal
Nació y creció en Liaoning, China, es graduado de la Universidad Jilin

## Carrera
Zhang fue un locutor de Beijing TV antes de mudarse a Corea del Sur, y actualmente es locutor en el show de radio 首尔生活加油站. Además es profesor de chino en el instituto Hagwon en Gangnam.
El 7 de julio de 2014, apareció como miembro del reparto de Non-Summit, representando a su país de origen China. Popular entre los invitados que aparecen en el programa, la prensa ha escrito que: "él ha capturado los corazones de los televidentes con su encanto e inocencia, así como por la forma en la que emite sus opiniones enérgicamente" 
En febrero de 2015, su ciudad en China fue la primera en ser seleccionada para realizar el programa sobre viajes llamado Where Is My Friend's Home donde él actuó como anfitrión para sus compañeros de reparto de Non-Summit, por un periodo de seis días y cinco noches,  para visitar algunos puntos turísticos de la ciudad así como también visitar a su familia. Continuó como miembro de reparto para los siguientes episodios donde visitaron Bélgica, Nepal y Canadá.
Zhang ha firmado un contrato exclusivo con la agencia surcoreana SM C&C, subsidiaria de SM Entertainment, para continuar con sus actividades en el mercado chino y coreano.
En abril de 2015, Zhang fue el presentador especial para la tercera entrega de los YinYueTai V-Chart Awards celebrada en Pekín, China

## Filmografía

### Series de televisión
| Año  | Título       | Personaje | Notas |
| ---- | ------------ | --------- | ----- |
| 2017 | Missing Nine | -         | -     |

### Programas de televisión
| Año             | Título                              | Canal | Rol            | Notas                 |
| --------------- | ----------------------------------- | ----- | -------------- | --------------------- |
| 2014            | Non-Summit                          | JTBC  | Él mismo       | Miembro de reparto    |
| 2014            | Tal Show Taxi                       | TvN   | Él mismo       | 1 episodio            |
| 2014            | Please Take Care of My Refrigerator | JTBC  | Él mismo       | 1 episodio            |
| 2014            | Super Junior M Guest House          | SBS   | Él mismo       | 1 episodio            |
| 2015            | Where Is My Friend's Home           | JTBC  | Él mismo       | Miembro del reparto   |
| 2015            | Happy Together 3                    | KBS   | Él mismo       | episodio 386          |
| 2017            | King of Mask Singer                 | MBC   | "New Recruits" | participante, ep. 107 |
| 2017            | Hello Counselor                     | KBS2  | Él mismo       | invitado, ep. 306     |
| 2019 - presente | Produce Camp 2019                   |       |                |                       |